# Liste öffentlicher Bücherschränke in Ulm
In der Liste öffentlicher Bücherschränke in Ulm sind öffentliche Bücherschränke für Orte, die zum Stadtkreis Ulm in Baden-Württemberg gehören, aufgeführt. Sie ist primär nach Orten sortiert, unabhängig davon, ob es sich um Ortsteile, Gemeinden oder Städte handelt. Der Artikel ist Teil der übergeordneten Liste öffentlicher Bücherschränke in Baden-Württemberg. Ein öffentlicher Bücherschrank ist ein Schrank oder schrankähnlicher Aufbewahrungsort mit Büchern, der dazu dient, Bücher kostenlos, anonym und ohne jegliche Formalitäten zum Tausch oder zur Mitnahme anzubieten. Die Liste erhebt keinen Anspruch auf Vollständigkeit.

## Öffentliche Bücherschränke in Ulm
Derzeit sind im Stadtkreis Ulm 12 öffentliche Bücherschränke erfasst (Stand: 20. August 2022):
| Bild | Ausführung          | Ort          | Seit | Anmerkung | Geokoordinaten        |
| ---- | ------------------- | ------------ | ---- | --- | --------------------- |
|      | Bücherschrank       | Gögglingen   |      | Bücherhäusle beim Rathaus Riedlen (Ortsverwaltung Gögglingen/Donaustetten)                                                   | ⊙ Riedlenstraße 16    |
|      | Bücherregal         | Donaustetten |      | beim Recyclinghof Donaustetten                                                                                               | ⊙                     |
|      | Schaltkasten        | Eselsberg    | 2010 | Kelternweg Südseite, ungefähr gegenüber Haus Nr. 80, Bürgerinitiative                                                        | ⊙ Kelternweg 84/2     |
|      | Bücherschrank       | Söflingen    |      | Bücherbaum | ⊙ Klosterhof 45       |
|      | Bücherregal         | Söflingen    | 2021 | im RE/MAX Immocenter in der Wendeschleife, Öffnungszeiten: Mo–Fr, 10–18 Uhr                                                  | Kapellengasse 4       |
|      | Bücherregal         | Stadtmitte   |      | das Regal vor dem Eingang zum Cafè JAM („Jugend am Münster“) wird vom Christlichen Verein Junger Menschen (CVJM) Ulm betreut | ⊙ Münsterplatz 21     |
|      | Bücherregal         | Stadtmitte   |      | 3. OG im Stadthaus Ulm, Öffnungszeiten: während der Öffnungszeiten des Stadthauses                                           | ⊙ Stadthaus Ulm       |
|      | Bücherregal         | Stadtmitte   |      | Nur während der Öffnungszeiten des Bistro Hemperium                                                                          | ⊙ Zinglerstraße 1     |
|      | Bücherschrank       | Unterweiler  |      | Bücherhäusle Unterweiler | ⊙ Altheimer Straße 22 |
|      | Bücherregal         | Weststadt    |      | Bücherschrank im Roxy | ⊙ Schillerstraße 1/12 |
|      | Buchtausch-Pavillon | Weststadt    | 2020 | Wartepavillon am Ehinger TorÖffnungszeiten: Mo–Fr, 08–18 Uhr Samstag 08–12 Uhr                                               | ⊙                     |
|      | Bücherregal         | Wiblingen    |      | | ⊙ Pranger 1           |

## Statistik
Für einen Vergleich zu den anderen Stadt- und Landkreisen Baden-Württembergs sowie zum Landesdurchschnitt siehe die Statistik öffentlicher Bücherschränke in Baden-Württemberg.